# Lukáš Rosol
Lukáš Rosol (Brno, 24. srpnja 1985.) je češki tenisač. Profesionalno igra od 2004. godine. Trenutačno je 84. igrač na ATP-ovoj listi.
U karijeri je osvojio jedan ATP turnir u parovima. Najveću pobijedu i uspjeh je ostvario 28. srpnja 2012. godine, kada je u 2. kolu Wimbledona senzacionalno pobijedio drugog igrača svijeta Rafaela Nadala u pet setova.

## Vanjske poveznice
- Profil na ATP-u
- Profil na ITF-u[neaktivna poveznica]